# Форест Џанкшон (Висконсин)
Форест Џанкшон (енгл. Forest Junction) насељено је место без административног статуса у америчкој савезној држави Висконсин.

## Демографија
По попису из 2010. године број становника је 616.
| Група             | 2000.    | 2010.       |
| Белци             | 0 (0,0%) | 587 (95,3%) |
| Афроамериканци    | 0 (0,0%) | 3 (0,5%)    |
| Азијати           | 0 (0,0%) | 0 (0,0%)    |
| Хиспаноамериканци | 0 (0,0%) | 13 (2,1%)   |
| Укупно            | 0        | 616         |